# Historia de Libia

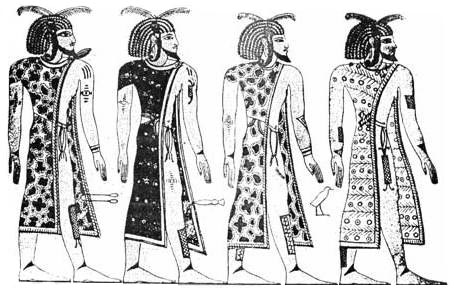
Libios antiguos representados por los egipcios.

Las primeras menciones que aparecen de Libia en la historia se refieren a los guerreros libios contratados como mercenarios por el Antiguo Egipto, en el primer milenio antes de la era común.
Los fenicios establecieron ciudades en la parte occidental de la franja costera de lo que hoy es Libia, en tanto que los griegos hacían lo propio en la parte oriental. Más tarde, la franja costera formó parte del Imperio romano, del reino vándalo de Genserico y del Imperio bizantino. En el 643, la zona cayó bajo el dominio de los árabes. Posteriormente el territorio pasó a formar parte, con una relación más o menos estrecha, del Imperio otomano (siglo XVI). En 1912 se convirtió en una colonia italiana

## Libia antes de la conquista árabe

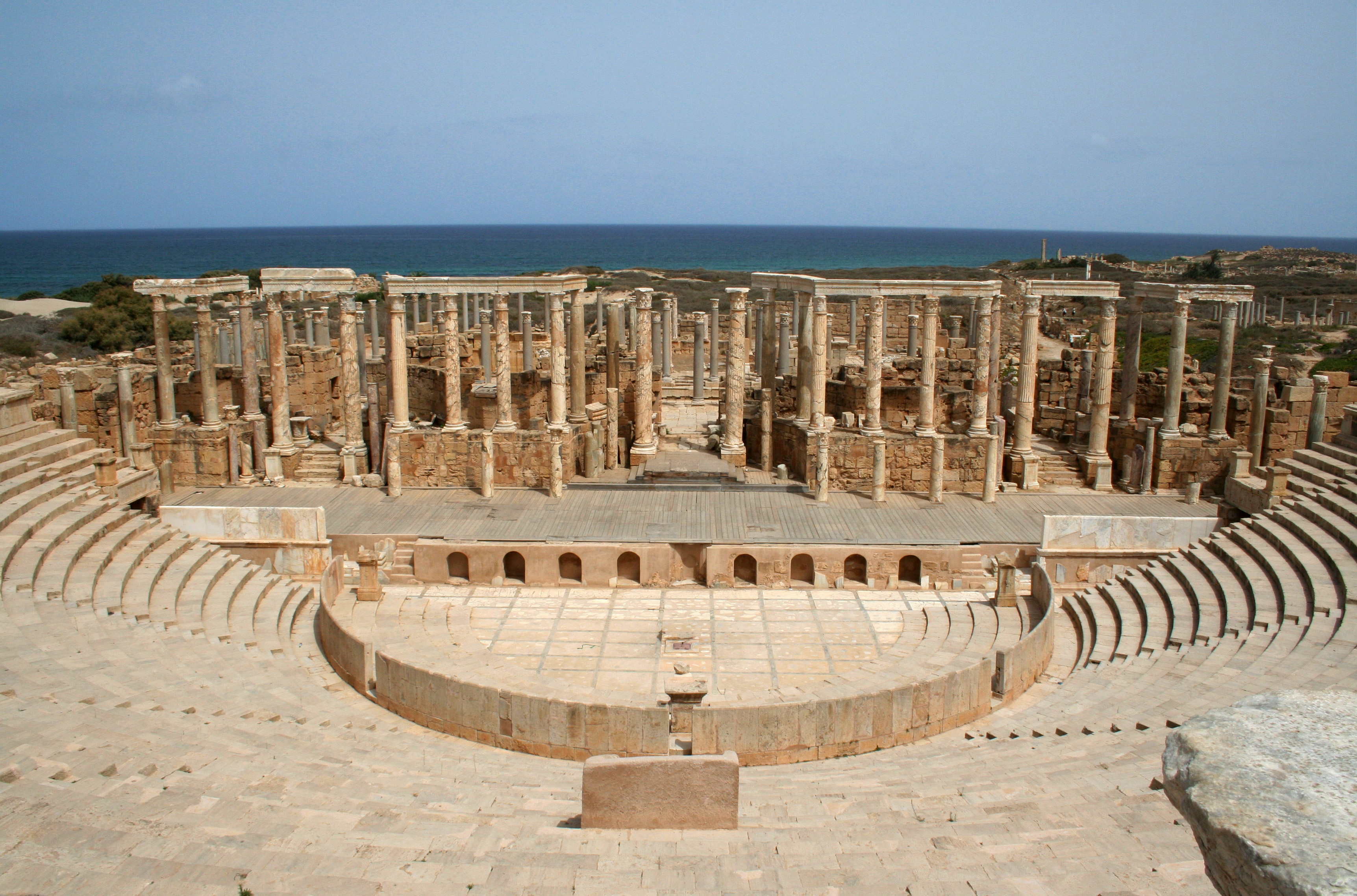
Teatro romano de Leptis Magna.

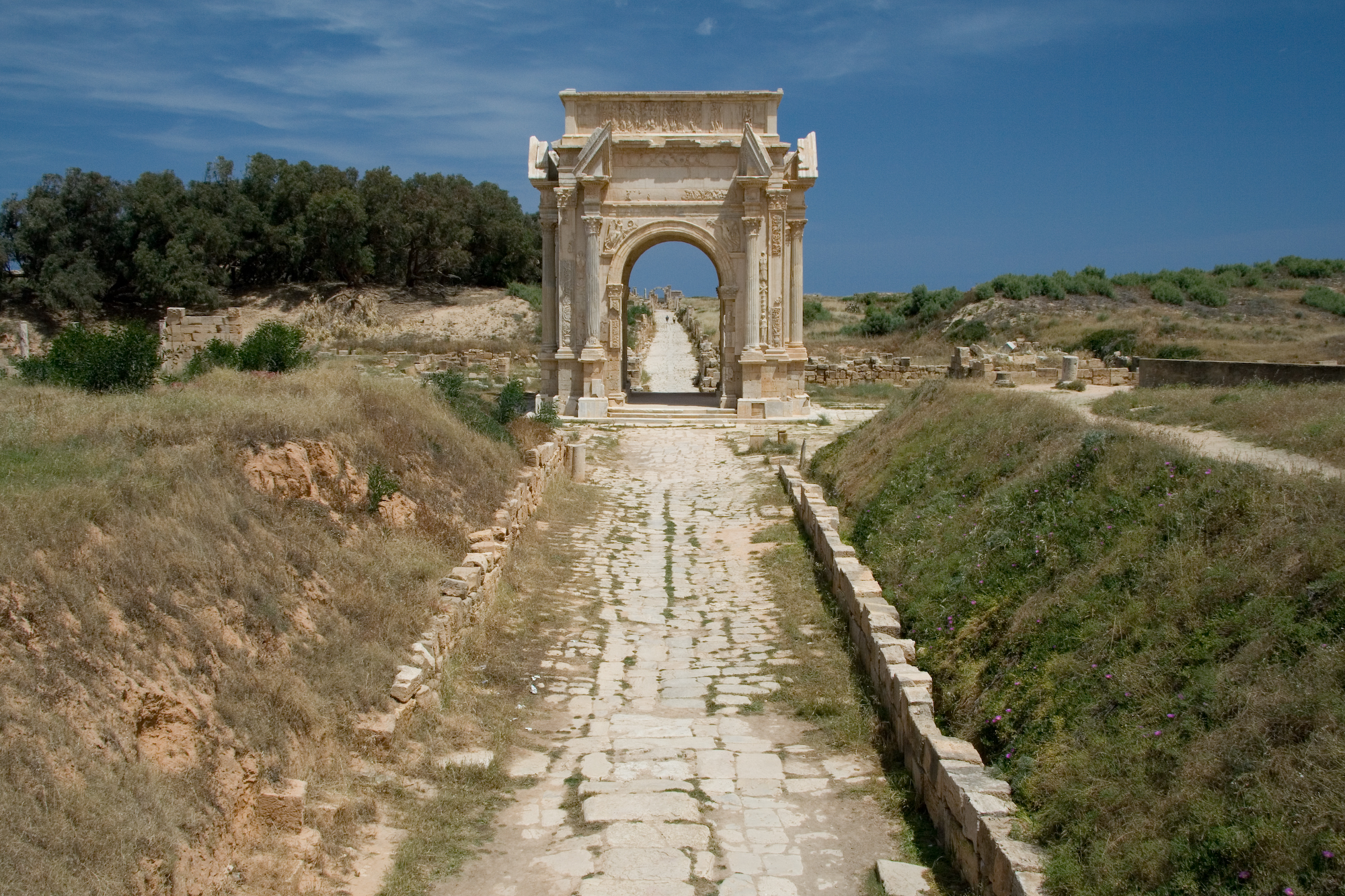
Arco de Septimio Severo en Leptis Magna.

El territorio de la moderna Libia tiene historias separadas hasta la época romana, como Tripolitania y Cirenaica, ambas en la costa. El interior de la actual Libia estaba en manos de tribus bereberes asentadas en los oasis.
Tripolitania fue originalmente un grupo de colonias fenicias establecidas durante el siglo V a. C. que luego pasaron a depender de Cartago. Los fenicios fundaron en la zona tres grandes colonias: Oea (actualmente Trípoli), Labda (más conocida por el nombre que posteriormente le dieron los romanos: Leptis Magna) y Sabratha, en un área que vino a conocerse colectivamente como Tripolis (tri + polis, Tres Ciudades). Cartago y sus territorios africanos (entre los que se encontraba Trípoli o Tripolitania, como le llamaron los romanos) cayeron bajo el dominio de Roma en 146 a. C. después de la tercera guerra púnica. Sin embargo, la Tripolitania no fue integrada en el imperio, sino asignada a un aliado de Roma, el rey de Numidia. Un siglo más tarde, Julio César depuso al rey de Numidia, pues había apoyado a su rival Pompeyo en las guerras civiles de Roma, y anexionó su territorio al Imperio romano, organizando Tripolitania como una provincia. 
La importancia económica de Trípoli venía de su carácter como puerto terminal de las rutas de caravanas que cruzaban el Sahara y unían la costa mediterránea con el lago Chad y Tombuctú.
Al otro lado del golfo de Sirte, la Cirenaica fue colonizada por los griegos, antes territorio de cultura egipcia, Imperio del que había formado parte durante miles de años en diferentes intervalos. Colonos dorios fundaron Cirene en el siglo VII a. C. en una fértil meseta unos 20 kilómetros tierra adentro con lluvias regulares. Durante los siguientes doscientos años, otras cuatro importantes colonias griegas se establecieron en el área: Barca (Mer), Hespérides (más tarde Berenice, actualmente Bengasi), Taquira (más tarde Arsinoe, actualmente Tocra) y Apolonia de Cirene, el puerto de Cirene. Junto con Cirene, se las conoció al conjunto como Pentápolis. La fértil planicie costera donde se hallan toma el nombre de la más próspera de dichas ciudades, Cirene.
Las ciudades griegas de Pentápolis resistieron los intentos de anexión egipcios y cartagineses, pero en el año 525 a. C., el ejército de Cambises II (hijo de Ciro el Grande, rey de Persia), tras conquistar Egipto, llegó también hasta la Cirenaica, la cual permaneció bajo dominio egipcio (gobernado o no este por los persas) durante los dos siguientes siglos. Más tarde, en el 331 a. C., Cirene fue conquistada por Alejandro Magno, incorporándose posteriormente al Egipto ptolemaico. Ptolomeo VIII legó la Cirenaica a su hijo natural Ptolomeo Apión el cual, a su muerte, en 96 a. C., dejó su reino en herencia a Roma. Cirenaica se convirtió en una provincia romana que también incluía Creta en el 74 a. C.
Independientemente de los avatares políticos, la economía y la cultura florecieron en la Pentápolis. Cirene se convirtió en uno de los centros artísticos e intelectuales del mundo griego. Por ejemplo, durante el siglo IV a. C. floreció la escuela cirenaica, una escuela filosófica que enseñaba una doctrina hedonista que definía la felicidad como la suma de los placeres humanos, probablemente tomando inspiración del suave clima de la zona.
Durante más de 400 años, Tripolitania y Cirenaica fueron prósperas provincias romanas. Prueba de ello son las imponentes ruinas de Leptis Magna (donde nació el emperador romano Septimio Severo), cerca de la actual Trípoli, testigos de la vitalidad de la región, donde populosas ciudades e incluso ciudades más pequeñas disfrutaron de las ventajas de la vida urbana, del mismo modo que en cualquier otro rincón del imperio. Sin embargo, el dominio romano se circunscribió a la costa, dejando el interior a las tribus bereberes (por ejemplo, hasta finales del siglo I d. C., no fue ocupada la árida costa del golfo de Sirte, permitiendo la comunicación por tierra entre ambas provincias). No obstante, ambas zonas conservaron características diferentes: púnica la primera, griega (y helenística) la segunda.
Bajo el dominio ptolemaico, se había creado en Cirenaica una gran comunidad judía, cuyo tamaño se había visto incrementado con la llegada de miles de deportados tras la fallida rebelión judía contra los romanos y la destrucción de Jerusalén (año 70). En el 115, los judíos de la Cirenaica se alzaron en una sublevación que pronto se extendió a Egipto y Palestina (Guerra de Kitos). La rebelión no fue sofocada hasta el 118, no sin que antes Cirene fuese asaltada, saqueada y sufriera matanzas por los rebeldes judíos. Se requirió un siglo para que Cirene recuperase su prosperidad.
Con la partición del imperio en 395, Cirenaica fue asignada al imperio oriental, mientras que Tripolitania quedó dentro del occidental. Esta división se vio reflejada también en el terreno religioso. El cristianismo, que se había difundido por ambos territorios desde el comienzo del siglo II tuvo dos focos de atracción. Tripolitania quedó bajo la jurisdicción del papa de Roma, mientras que Cirenaica quedó bajo el patriarca de Alejandría.
En el siglo V, Tripolitania fue conquistada por los vándalos, los cuales, al mando de Genserico habían creado un potente reino con capital en Cartago. Sin embargo, los vándalos perdieron rápidamente su espíritu guerrero; finalmente su reino fue destruido y conquistado por el general bizantino Belisario en el siguiente siglo (533), tras una cara campaña militar que lastró los recursos del Imperio romano de Oriente, que todavía aspiraba a lograr la reunificación del Imperio romano. De nuevo, Cirenaica y Tripolitania estaban bajo la misma soberanía. Sin embargo, la irrupción de los vándalos había destruido el orden social romano y la conquista bizantina no consiguió recuperarlo. Los bizantinos nombraron gobernadores que impusieron asfixiantes impuestos para sufragar los gastos militares, mientras que las ciudades y los servicios públicos siguieron su decadencia.

## Conquista árabe: islamización y arabización

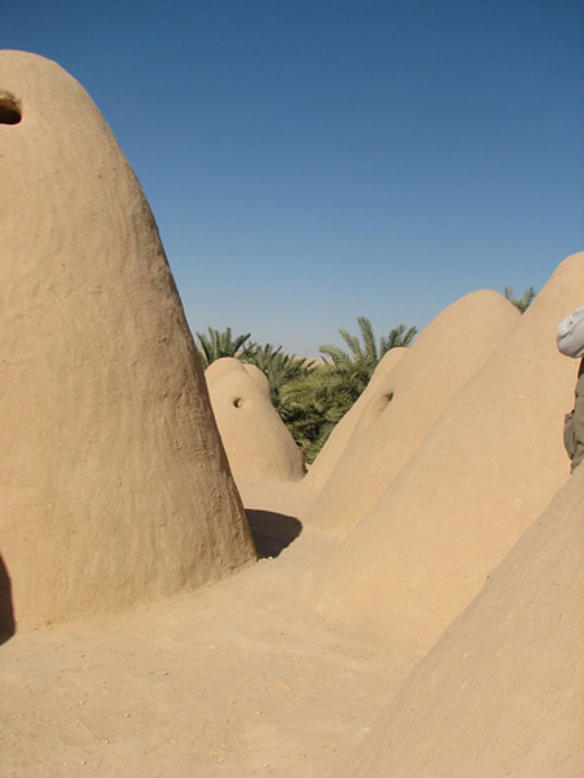
La mezquita de Atiq, en Awjila, es la mezquita más antigua del Sahara.

El pueblo árabe entró en Libia en 642 en su camino hacia el oeste. Ese año, Amr ibn al-As, un general árabe del califa Omar I conquistó Cirenaica, estableciendo sus cuarteles en Barce (para los árabes Cirenaica pasó a llamarse Barqa). Dos años después, avanzó hacia Tripolitania, donde, a finales de la década, las aisladas guarniciones bizantinas de la costa fueron conquistadas, completándose el dominio de la región. Los reinos bereberes del interior fueron conquistados en 662, no sin gran resistencia. Cartago cayó en 693. En los siglos siguientes, la práctica totalidad de los habitantes de la zona se convirtió al islam. El idioma y la cultura árabes borraron la cultura romana cristiana y casi la lengua bereber (reducida a unas pocas zonas). Mientras que los habitantes de Tripolitania percibieron las afinidades semíticas entre árabes y púnicos, los monofisitas de Cirenaica recibieron con los brazos abiertos a los árabes como liberadores de la opresión ortodoxa de los bizantinos, y de los altos impuestos imperiales (los reinos árabes extendían una política de bajos impuestos, compensada por elevados impuestos para los no musulmanes).
Tras la conquista, el norte de África fue gobernada por una sucesión de emires, subordinados al poder del califa (primero el Omeya de Damasco y tras el 750, el Abbasí de Bagdad). En el año 800, el califa Harun al Rashid nombró emir a Ibrahim ibn Aghlab, el cual creó un emirato hereditario y formalmente dependiente del califa en Kairuán, que incluía la Tripolitania (la Cirenaica permaneció en la órbita de Egipto). Los aglabíes repararon el sistema de irrigación romano, destruido tras las conquistas árabes, y por la falta las habilidades agrícolas y organizativas de las que carecían inicialmente los nuevos conquistadores, y lograron restaurar la vitalidad de la zona.
A finales del siglo IX, la tribu bereber de los kutama se convirtió al chiismo y acabó con el reino aglabí (sunníes) en 909. El chiismo había conseguido una gran aceptación entre los musulmanes no árabes, que eran despreciados por los árabes que regían el califato. Los kutama adoptaron a un dirigente chií de Siria, y le proclamaron imán del territorio que habían conquistado, que había incluido la Tripolitania. Este es el origen de la dinastía fatimí. Los fatimíes conquistaron Egipto en 969 y trasladaron allí su capital, estableciendo un califato chií rival del suní de Bagdad.
Los fatimíes dejaron el gobierno de Ifriquiya (la parte oriental del Magreb que comprende Tripolitania y el actual Túnez y Libia) a vasallos bereberes, los Ziríes (972). Fue una época de decadencia. En 1049, el emir zirí abandonó el chiismo y rompió con los fatimíes.

## Libia otomana
En 1510, Fernando el Católico tomó Trípoli; Carlos V cedió la ciudad en 1528 a los Caballeros de San Juan (la Orden de Malta) que habían sido expulsados de Rodas por los turcos. Los cristianos fueron expulsados en 1553 por corsarios turcos de Argelia, actuando en nombre del Imperio otomano. Estambul mantendría una soberanía sobre la zona que se hizo casi nominal cuando en 1711 Ahmed Karamanli se hizo con el poder fundando la dinastía Karamanli, que se mantuvo hasta los años 1830, en que el Imperio otomano tomó directamente el control sobre lo que se denominó el bajalato de Trípoli. En 1912, cuando Egipto, Túnez y Argelia estaban ya bajo el control de Gran Bretaña o de Francia, y el Imperio otomano estaba ocupado con las guerras de los Balcanes, Italia conquistó el territorio libio.

## Colonia italiana

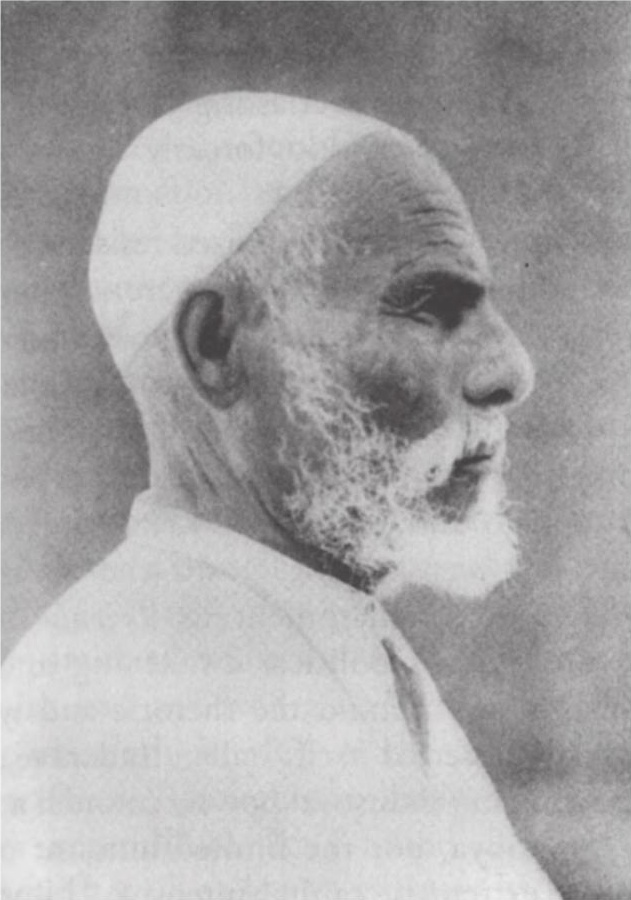
Omar Al-Mukhtar fue el líder de la resistencia libia en la Cirenaica contra la colonización italiana.

En las últimas décadas del siglo XIX las principales potencias europeas habían colonizado la casi totalidad del continente africano. La conferencia de Berlín de 1884, había organizado el reparto colonial de África, dejando lo que se consideraban las mejores zonas bajo el control de las potencias de primer orden. Italia, que no gozaba de ese estatus, había quedado al margen de la repartición colonial
Italia se procuró a sí misma un imperio colonial en el territorio libio invadiéndolo en 1912, aprovechando de este modo la proximidad con la península italiana y la debilidad del Imperio otomano. Libia había permanecido, hasta ese momento, y debido al desconocimiento de sus potenciales recursos por parte de las naciones coloniales europeas, bajo el control más o menos directo del Imperio otomano, sin tener mayor relevancia desde el punto de vista geo-estratégico.
La presencia italiana se afianzó con la llegada al poder de Benito Mussolini en el Reino de Italia (1922), que emprendió una campaña de "Pacificación" del territorio, buscando eliminar cualquier posible resistencia local y consolidar el régimen colonial italiano sobre las provincias libias. Sin embargo, esto trajo aparejado el incremento de los problemas derivados del régimen colonial. A pesar de la extremada pobreza de la mayor parte del territorio, el gobierno italiano intentó el asentamiento de colonos italianos, especialmente de campesinos procedentes de Sicilia y el sur de Italia. 
Familias enteras de italianos viajaban en busca de un mejor porvenir, esperanzados por la promesa de recibir tierras gratuitas por parte del estado. Pero estas tierras no eran las mejores y a pesar de la cercanía con Italia, eran totalmente diferentes ya que eran en gran medida zonas desérticas o semidesérticas. Las tierras más aptas para el cultivo se encuentran en el litoral mediterráneo, por lo que las poblaciones nativas fueron desplazadas para dar espacio a los colonos. Esto provocó conflictos con la población autóctona, que terminaron en 1931, fecha en la que los sanusíes (cofradía musulmana) abandonaron la resistencia frente a los italianos. El jefe de los Senusi era el jeque Sidi Idris, que recibió el título de emir de Cirenaica con soberanía sobre el oasis de Cufra.
En 1934 el gobernador Italo Balbo unió las dos colonias italianas de Tripolitania y Cirenaica, creando la llamada Libia italiana, cuyos límites correspondían a la actual Libia. Balbo hizo prosperar a su colonia asentando muchos colonos italianos en villas y ciudades construidas para ellos. En 1940 había casi 120 000 italianos en Libia, o sea el 13 % del total de la población.
Balbo también inició una política de asimilación de los árabes de Libia, con la creación de nuevas aldeas para ellos y la asistencia médica obligatoria para todos ellos. Muchos miles de estos libios ingresaron en las fuerzas coloniales italianas, constituyendo dos divisiones y hasta un batallón de paracaidistas.
Durante la Segunda Guerra Mundial, se libraron cruciales batallas en suelo libio, especialmente en Cirenaica, como la de Tobruk, que en gran medida decidieron la suerte de la guerra en su teatro europeo. Tras un ataque italiano a Egipto en 1940, los contraataques británicos requirieron la intervención de fuerzas alemanas. El famoso Afrika Korps mandado por el general Rommel combatió a los aliados dirigidos por Montgomery, hasta que en 1943 fue finalmente derrotado y las tropas del Eje expulsadas de la costa norteafricana. En el periodo post-bélico la mayor parte de Libia queda bajo administración británica, salvo la zona de Fezzan, controlada por Francia. Durante estos años se creó un pequeño Partido Comunista Libio.

## Primera nación emancipada de África: Reino de Libia

Bandera de Libia entre 1951 y 1975.

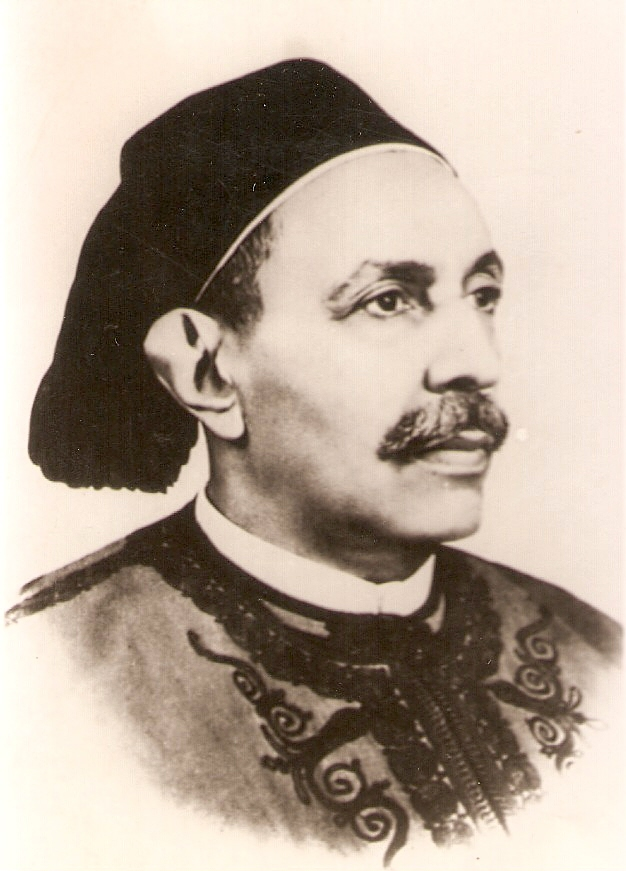
El rey Idris I

Al final de la guerra los aliados no logran ponerse de acuerdo sobre el futuro de la antigua colonia italiana. Finalmente, los recelos entre los países occidentales y la Unión Soviética hacen que la ONU decida dar la independencia al país dejándolo en manos de Sidi Idris, jeque de los Sanusi y emir de Cirenaica (que había colaborado con los aliados durante la guerra), él proclama una monarquía con el nombre de Idris I. De esta forma, el Reino de Libia se convierte en la primera colonia africana en lograr su independencia. Este hecho contribuyó a desencadenar las luchas por la descolonización de África.
Idris I gobierna el país con sistemas autocráticos y patriarcales. Fiel a la tradición de solidaridad con el resto del mundo árabe, Libia ingresa en la Liga Árabe en 1953 y prestó ayuda a los insurgentes argelinos durante su lucha por la independencia de Francia. En política exterior, mantiene posturas pro occidentales. En 1959 se inicia la explotación, por parte de compañías occidentales, de los recursos petrolíferos del país. La economía, hasta entonces basada en el pastoreo y en una agricultura de subsistencia, sufre un cambio radical. Como consecuencia, se forma una élite privilegiada, ligada a la industria petrolera y a la incipiente burocracia estatal.
Durante la guerra árabe-israelí de 1967, Libia se solidarizó con los países árabes y solicitó la evacuación de las bases inglesas que subsistían en el territorio libio. Ese mismo año estallan movimientos huelguistas en las ciudades y en la industria petrolera.

## Era Gadafi: Gran República Árabe Libia Popular y Socialista

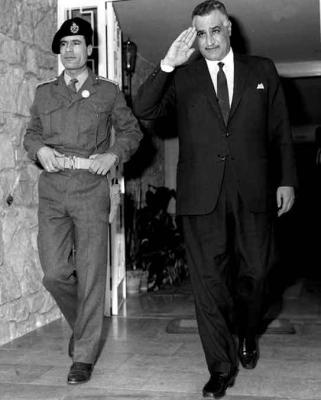
Gadafi (izquierda) con el presidente egipcio Gamal Abdel Nasser en 1969.

El 1 de septiembre de 1969 el ala izquierdista del ejército da un golpe de Estado y derroca la monarquía, aprovechando que el rey se encontraba de vacaciones en Turquía. Se instaura un Consejo Militar Revolucionario, presidido por un joven y desconocido oficial, el coronel Gadafi, que nombra un nuevo gobierno.
En el transcurso de los meses siguientes, la banca es seminacionalizada (el estado se reserva un 51 % de las acciones), se promulga una constitución provisional, se exige la retirada de las bases militares que Gran Bretaña y los Estados Unidos tenían en el territorio, se confiscan los bienes de los ciudadanos italianos e israelíes que hubiesen abandonado el país después de 1961. En enero de 1970, Muamar el-Gadafi ocupa el puesto de primer ministro sin abandonar el de presidente del Consejo de la Revolución. Durante su gobierno disminuyó considerablemente la pobreza en el país hasta considerarse prácticamente erradicada.
Gadafi implantó un régimen de gobierno de orientación socialista conocido como Jamahiriya. Hombre de origen humilde y beduino, era ferviente admirador de Gamal Abdel Nasser, el líder egipcio con el que, tras la toma de poder, entabló una estrecha amistad. Ambos líderes profesaban el ideal del panarabismo y muy pronto se pusieron a la tarea de construir la gran nación árabe. Pero Nasser murió cuando la labor apenas comenzaba. Sin embargo, Gadafi logró crear alianzas con Egipto y Siria que llevaron a la creación de una efímera federación entre estos tres estados, que buscaba ser el germen de la unión definitiva del mundo árabe musulmán.
Gaddafi duplicó el salario mínimo, introdujo controles de precios estatutarios e implementó reducciones de alquiler. Gadafi también quería combatir las estrictas restricciones sociales impuestas a las mujeres por el régimen anterior, estableciendo la Formación de Mujeres Revolucionarias para fomentar la reforma. En 1970, se introdujo una ley que afirmaba la igualdad de sexos e insistía en la paridad salarial. En 1971, Gaddafi apoya la creación de una Federación General de las Mujeres de Libia. En 1972, se promulgó una ley que penalizaba el matrimonio de las mujeres menores de dieciséis años y aseguraba que el consentimiento de la mujer era un requisito previo necesario para el matrimonio.
En 1970, bajo amenaza de retirar la licencia a varias compañías que explotaban dicho recurso en su país, Gadafi consiguió establecer los precios del petróleo que Libia consideraba justos, acabando así con la tradicional política según la cual eran las empresas multinacionales las que fijaban los precios que pagaban a los estados donde realizaban las explotaciones. De esta manera, Gadafi descubre para el mundo árabe su potencial como potencia en la geopolítica mundial. La situación generaría la crisis energética de los años setenta, provocada por el boicot de los países petroleros a Occidente en respuesta a su respaldo a Israel y más adelante sería la base con la que se creó la OPEP. En agosto de 1973 nacionalizó el 51 % del capital de todas las compañías extranjeras.
En 1976, la 22.ª Olimpíada Mundial de la FIDE se realizó en Haifa (Israel), con la participación de 48 países, y fue ganada por Estados Unidos, Holanda e Inglaterra. Pero en el contexto histórico de la época, con el conflicto árabe-israelí de por medio y antecedentes como la masacre de Múnich ocurrida durante los JJ. OO. de 1972 en dicha ciudad (asalto terrorista a la villa olímpica con resultado de 11 atletas israelíes, 5 terroristas palestinos y un oficial de la policía alemana fallecidos), el realizar un evento de tal magnitud precisamente en Israel no podía dejar de tener serias implicaciones político-diplomáticas. La mayor potencia ajedrecística mundial, la antigua Unión Soviética, decidió no participar. El mundo árabe, por su parte, no sólo boicoteó la competición oficial de Haifa sino que, además, convocó a su propia Olimpiada "no oficial" en Trípoli, Libia (ciertamente, una "olimpiada contra Israel"), a la cual acudieron 37 países, entre ellos El Salvador, que se ubicó en primer lugar, seguido de Túnez, Pakistán, Irak, Italia, Portugal, Uruguay, Turquía y Afganistán. Dato interesante es que Filipinas fue el único país que envió un equipo a cada evento.
Defensor del panarabismo y del islam, Gadafi apoyó a diversos movimientos armados que recurrieron frecuentemente al terrorismo contra países occidentales. El Departamento de Estado de los Estados Unidos publicó en 1979 una lista de países sospechosos de apoyar el terrorismo, Libia siempre estuvo en el punto de mira de Washington.
Los años ochenta están marcados por su intervencionismo en África, su guerra con Chad (país sostenido y mantenido por Francia) y sobre todo por su enfrentamiento con los Estados Unidos.
En 1981, se rompieron las relaciones diplomáticas entre ambos países cuando el presidente Ronald Reagan prohibió los viajes al país norteafricano y cerró su embajada en Washington, en mayo de ese año. En 1982, EE. UU. prohibió las importaciones de crudo libio y prohibió la exportación de sus productos a esa nación.
La primera acción de ofensiva militar de EE. UU. fue el bombardeo de Libia en las ciudades de Trípoli y Bengasi, el 15 de abril de 1986, ordenado por Reagan. El ataque se centró en blancos militares y/o terroristas, alejados de zonas urbanas para no dañar a los civiles y minimizar los daños colaterales. Así, fueron blancos prioritarios el campo de entrenamiento de terroristas de Al Jamahiriya, el aeropuerto de Trípoli, los cuarteles de Al´Aziziyah, sede del manejo de las Fuerzas aéreas libias y residencia temporal de Muamar el Gadafi, el puerto militar de Sidi Balal, y la base aérea de Benina.
Libia mejoró sus relaciones con algunos países árabes, como Siria y Túnez en 1987, aunque la tensión se agudizó con EE. UU. tras la negativa de Gadafi a entregar a los dos agentes libios sospechosos del atentado contra un avión estadounidense de Pan Am cuando sobrevolaba Lockerbie (Escocia, Reino Unido), en 1988, en el que murieron 270 personas, de las cuales 189 eran estadounidenses. Ese mismo año mejora sus relaciones con la OLP.
Los intentos de alcanzar la unión con los países del Magreb (Túnez, Argelia y Marruecos) se saldaron con recurrentes fracasos, hasta que Libia se adhirió a la Unión del Magreb Árabe (UMA) en 1989. También se relacionó a Libia con la bomba que estalló en un DC-10 de la compañía francesa UTA, el 19 de septiembre de 1989 cuando sobrevolaba el desierto de Níger.
En enero de 1992, el Consejo de Seguridad de la ONU aprobó la resolución 731 que exigía la entrega de los seis acusados por los mencionados atentados y dos meses después la 748 que establecía un bloqueo aéreo total contra Libia y embargo de armas, en tanto no se cumpliera aquella resolución. En noviembre Zentani Muhammad az-Zentani fue designado como secretario del Congreso General del Pueblo (jefe de Estado nominal libio).
El 11 de noviembre de 1993 la ONU decidió aprobar un nuevo paquete de sanciones económicas. Esta resolución, la 883, supuso el endurecimiento de las anteriores con el cierre de las oficinas de las Líneas Aéreas Libias en el extranjero, la congelación de sus recursos financieros en bancos extranjeros y la reducción del personal diplomático.
EE. UU. aprobó una ley, conocida como Ley D’Amato-Kennedy (1996), que imponía castigos a las empresas estadounidenses o extranjeras que realizaran inversiones en el sector energético de Libia o Irán o que violaran el embargo comercial impuesto por la ONU. 
En 1997, Libia inicia su programa nuclear secreto, con ayuda del científico pakistaní Abdul Qadeer Khan. A inicios de 2004, Urs Tinner, con su hermano, Marco, y el padre, Friedrich —los tres ingenieros—, fueron detenidos por las autoridades suizas, acusados de entregar a Libia material destinado a la fabricación de centrifugadoras para producir uranio enriquecido. La familia Tinner mantuvo contacto estrecho con Abdul Qadeer Khan, padre de la bomba nuclear de Pakistán y jefe de una red de mercado negro que suministró a Irán y a Libia tecnología atómica. Dos empresas suizas exportaron material a Khan para realizar su proyecto nuclear en Pakistán. Por otra parte, Urs Tinner reconoció haber jugado un papel en el caso de la confiscación del material nuclear con destino a Libia. Es decir, haber sido informante de la CIA. Fuentes de la inteligencia estadounidense aseguran que Urs Tinner fue reclutado por la CIA alrededor del 2000. Las centrifugadoras que se dirigían de Malasia a Libia, fueron confiscadas en el astillero de Taranto, en Italia. Este hecho llevó al gobierno de Trípoli a admitir su programa atómico clandestino, y a tener que abandonarlo después (en 2004).

### Restablecimiento de relaciones con Libia

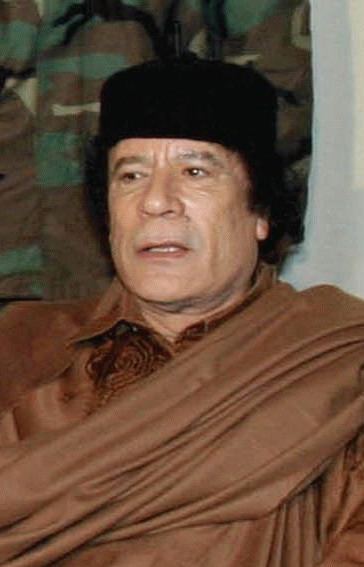
Muamar el Gadafi.

Después de presiones internacionales y de la intervención del que fuera presidente sudafricano Nelson Mandela, el Gobierno de Trípoli aceptó que el 5 de abril de 1999 los dos agentes libios, Abdel Baset al Megrahi y Al Amin Jalifa Fhemah, acusados del atentado de Lockerbie, fuesen juzgados en La Haya por un tribunal escocés. El mismo día la ONU anunció la suspensión del embargo. Libia acudió como invitada el 15 de abril de 1999 a la III Conferencia Euromediterránea de ministros de Exteriores en Stuttgart (Alemania).
El Ministerio británico de Exteriores anunció el 7 de julio de 1999 que el Reino Unido reanudaría las relaciones diplomáticas con Libia tras quince años de ruptura, tras la colaboración prestada por el Gobierno de Trípoli en el esclarecimiento de la muerte de una policía británica a las puertas de la Embajada libia en Londres en 1984.
El 13 de septiembre de 1999, los ministros de Asuntos Exteriores de la Unión Europea suspendieron las medidas restrictivas tomadas contra Libia. El 2 de diciembre de ese año el primer ministro italiano Massimo D’Alema mantuvo en Trípoli una entrevista con Gadafi, primera con un líder occidental desde 1992. El diálogo se saldó con el compromiso libio de negar ayuda y protección a los responsables de actos terroristas.
En marzo de 2001 se formó oficialmente la Unión Africana, durante una ceremonia llevada a cabo en la ciudad libia de Sirte. En agosto de 2001, EE. UU. prorrogó la ley D'Amato por otros cinco años, si bien al mes siguiente Gadafi condenaba los ataques suicidas del 11 de septiembre en Nueva York y Washington.
El 28 de mayo de 2002, el gobierno libio ofreció 2700 millones de dólares para indemnizar a las familias de las 270 víctimas del atentado de Lockerbie, y un año después aceptó la responsabilidad civil en esta acción terrorista.

El 12 de septiembre de 2003, el Consejo de Seguridad de la ONU aprobó el levantamiento formal de las sanciones impuestas a Libia en 1992, que incluían el embargo aéreo, de armas y de equipamiento industrial.

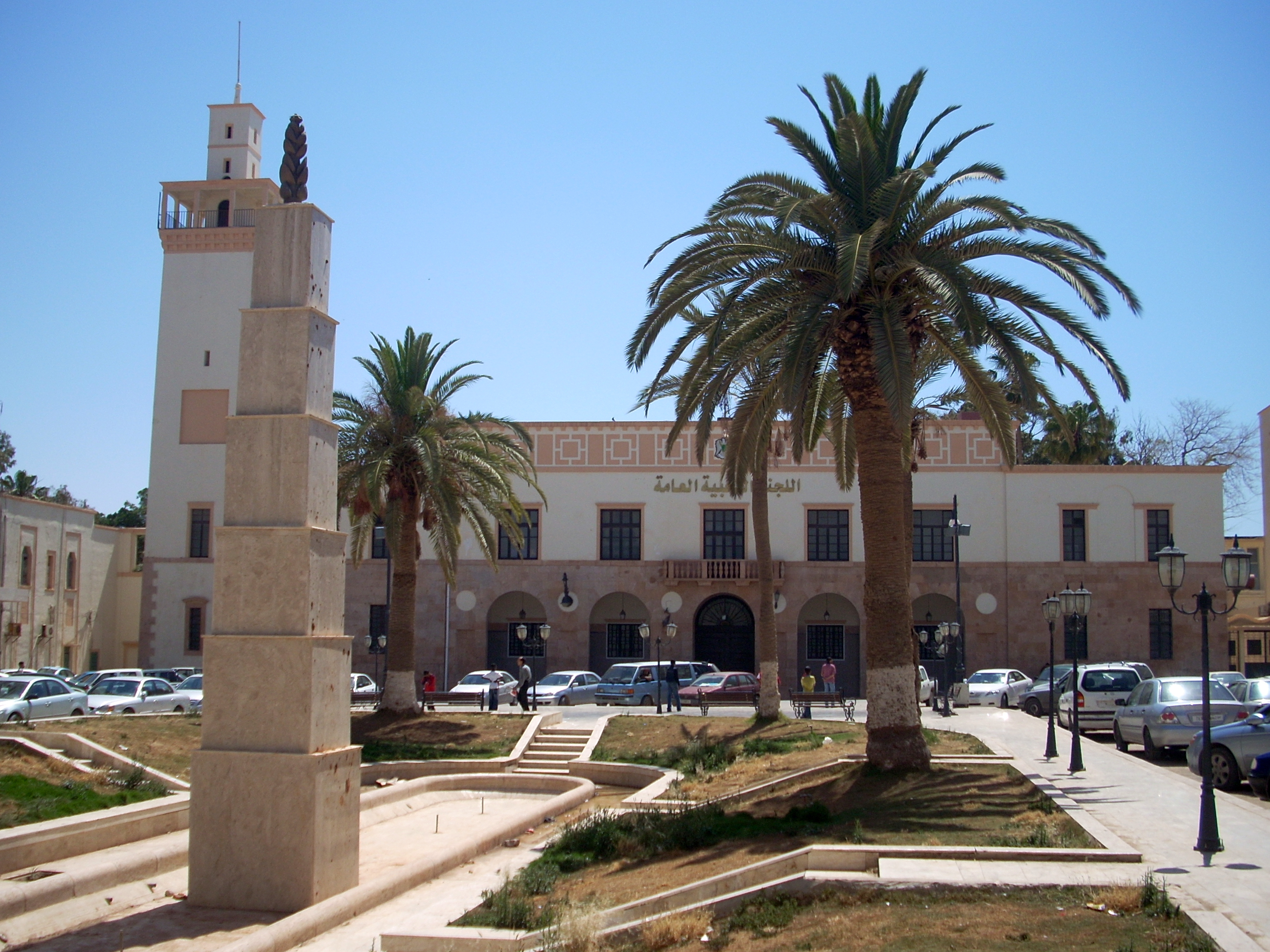
Vista del Comité Popular General en Bengasi.

El 17 de septiembre de 2003 el presidente del Gobierno de España, José María Aznar, inició una nueva etapa de visitas de mandatarios europeos a Libia. Aznar viajó acompañado del secretario de Estado de Comercio, Francisco Utrera, y de una delegación de altos directivos de 28 empresas españolas de los sectores de turismo, alimentación, hidrocarburos, construcción, ferrocarriles, sanidad y educación; sectores que los técnicos del Ministerio de Economía consideraban los de mayor interés en el mercado libio. Al margen de la entrevista personal con Muamar el Gadafi, uno de los actos fundamentales del viaje oficial sería la celebración de un encuentro empresarial, que presidiría el propio José María Aznar con el primer ministro libio, Sukri Gahnen, y en el que los empresarios españoles negociarían acuerdos de cooperación, de inversión y comerciales con este país norteafricano.
El 19 de diciembre de 2003, el presidente estadounidense George W. Bush anunció el compromiso del líder libio Muamar el Gadafi de abandonar sus programas de desarrollo de armas.
En marzo de 2004, la Comisión para la Verdad y la Reconciliación de Sierra Leona establece que Libia y Liberia habían adiestrado y apoyado a los rebeldes del Frente Revolucionario Unido (FRU), la sangrienta guerrilla que entre 1991 y 2001 desafió la autoridad del Gobierno sierraleonense.[cita requerida] En este conflicto perdieron la vida 50 000 personas. Libia fue condenada por la ONU a pagar compensaciones al gobierno de Sierra Leona.
El 25 de marzo de 2004, Tony Blair visita Trípoli y se entrevista con Gadafi. Es el segundo primer ministro británico que visita el territorio de Libia, antes lo hizo Winston Churchill cuando el territorio era administrado por Gran Bretaña. Coincidiendo con la visita de Blair, la Shell anunció que estableció un contrato con la petrolera estatal de Libia.
La última semana de abril, Gadafi visitó Bruselas y se reunió con funcionarios Europeos encabezados por Romano Prodi. Fue su primer viaje a Europa en quince años y la comprobación de que Occidente ha cambiado su posición ante el régimen libio debido a la nueva política de puertas más abiertas a las multinacionales occidentales.
El 28 de junio William Burns, miembro del gobierno de EE. UU. inauguró formalmente la nueva Oficina de Contacto de Estados Unidos en Trípoli y el restablecimiento de relaciones diplomáticas directas. George W. Bush, envió una carta a Gadafi en la que elogió la cooperación de Libia en el desmantelado de los arsenales prohibidos y en el proceso de llevar las relaciones bilaterales a un nivel esperado. Además, expresó su compromiso de colaborar con el Libia para normalizar los lazos políticos, económicos, comerciales y culturales.
En agosto de 2004, Libia anunció que pagaría 35 millones de dólares a más de 160 personas afectadas por el atentado terrorista contra la discoteca berlinesa La Belle, en 1986, del que los tribunales alemanes responsabilizaron a los servicios secretos libios.
El 11 de octubre, los ministros de Relaciones Exteriores de la Unión Europea, acordaron levantar el embargo de armas que habían impuesto a Libia 18 años atrás.
El 15 de octubre, el canciller de Alemania, Gerhard Schroeder, llegó a Libia en visita oficial. Es la primera vez en la historia que un canciller alemán visita Libia y fue posible gracias a que el gobierno libio pagó el primer desembolso de la compensación a las víctimas de "La Belle". Alemania es el segundo socio comercial de Libia. Por eso en esta gira el canciller alemán estuvo acompañado por empresarios de su país, especialmente interesados en contratos de transporte y para la construcción de infraestructura turística, así como el negocio del petróleo. De hecho, Libia suministra algo más del 10 % del crudo importado por Alemania y se sitúa en el cuarto lugar entre sus proveedores, después de Rusia, Noruega y Gran Bretaña.
En 2006 EE. UU. sacó a Libia de la lista de países que apoyan el terrorismo.
El 5 de septiembre de 2008 la secretaria de Estado de EE. UU., Condoleezza Rice, llegó a Trípoli en una visita histórica, la primera visita de un alto funcionario estadounidense a Libia desde hacía cincuenta y seis años, cuarenta de ellos con Gadafi en el poder. El 23 de diciembre de 2008, el rey español Juan Carlos I empezó en Trípoli su primer viaje a Libia. El viaje del rey respondió a una invitación del líder libio Muamar el Gadafi, cuya visita a España en diciembre de 2007 marcó un antes y un después en las relaciones políticas y económicas entre los dos países.
La relación del coronel Gadafi con los países occidentales ha experimentado un cambio radical en los últimos años, motivado por la nueva actitud del líder libio frente al terrorismo y por su compromiso de abandonar la producción de armas de destrucción masiva y aceptar la visita de inspectores internacionales. Otro gesto de buena voluntad por parte de Gadafi fue aceptar la extradición de las seis enfermeras búlgaras que fueron condenadas a muerte en Libia por su supuesta participación en la infección de sida a 400 niños en un hospital.
Todo ello ha tenido como consecuencia la integración progresiva de Libia en la comunidad internacional, así como la rehabilitación de Gadafi.
La guerra civil de 2011 redujo drásticamente la inmigración y provocó que casi 800 000 migrantes huyeran a terceros países, principalmente Túnez y Egipto, o a sus países de origen. Más de 200 000 personas se vieron desplazadas internamente en agosto de 2017 por los combates entre grupos armados en el este y el oeste de Libia y, en menor medida, por los enfrentamientos inter tribales en el sur del país. Al mismo tiempo diferentes grupos militares comenzaron una guerra civil entre ellos el Ejército Nacional Libio (LNA), grupos islamistas y yihadistas en Bengasi, junto a grupos tribales.
Las sucesivas guerras civiles han partido el país. Hay dos gobiernos. El de Trípoli, reconocido por la ONU y que cuenta con el apoyo militar de Turquía; y el de Bengazi, comandado por el general Jalifa Hafter.
La afluencia de migrantes disminuyó en 2012, a pesar de la continua hostilidad hacia los africanos subsaharianos y un mercado laboral menos atractivo. Aunque Libia ya no es un destino atractivo para los migrantes, desde 2014, los migrantes en tránsito –principalmente de África oriental y occidental– siguen aprovechando su inestabilidad política y la debilidad de los controles fronterizos y la utilizan como zona de salida principal para migrar a través del Mediterráneo central hacia Europa en número creciente. Además, desde el derrocamiento de Gaddafi el país cayó en una anarquía que ha sido aprovechada por sectores que lucran con el tráfico de personas.

En 2017, el 60 % de la población libia sufren de malnutrición. 1,3 millones de personas de una población total de 6,4 millones están esperando ayuda humanitaria de emergencia.

## Guerra civil y rebelión de 2011

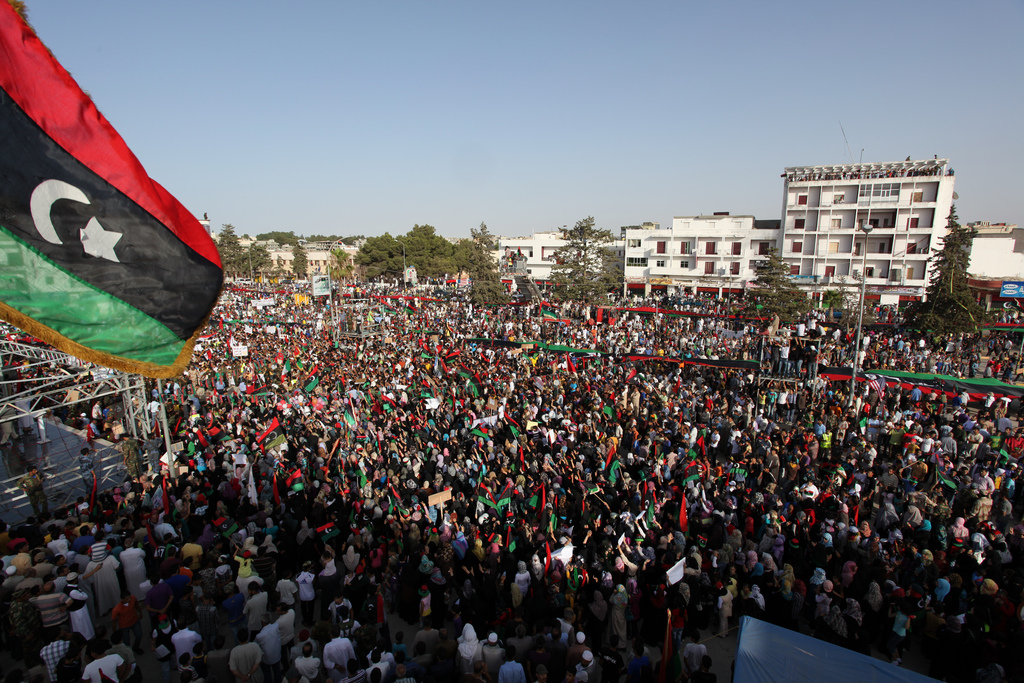
Manifestaciones en Al Bayda a favor de la rebelión.

A principios del 2011 se produjeron una serie de protestas en el mundo árabe y una parte de la población de Libia se manifestó contra el régimen de Muamar el Gadafi mientras otro segmento mantuvo su apoyo. Los opositores controlaban mediante comités populares las ciudades de Tobruk, Derna, Al Bayda, Al Marj, Bengasi y Ajdabiya en el este; Misurata, Bani Walid, Al Khums, Tarhunah, Gharyan, Zuara, Al Jufrah, Zauiya y Nalut en el oeste, rodeando la capital. Gadafi, con 120 000 leales al régimen, (algunos hablaban de que fueron mercenarios chadianos, lo cual el mismo gobierno de Chad negó categóricamente) controló las ciudades de Trípoli y Sirte en el oeste y Sabha en el sur. Gadafi reprimió con gran dureza las manifestaciones y realizó ataques aéreos, aunque tales ataques aéreos contra la población civil no han sido objetivamente probados todavía. En Bengasi, al menos 130 militares fueron asesinados por negarse supuestamente a disparar contra el pueblo desarmado. Algunos pilotos libios, expresaron las cadenas de noticias, desertaron para evitar cumplir las órdenes de disparar contra la población civil y fueron varios los ministros, embajadores y líderes religiosos que abandonaron a Gadafi. La ONU hizo una estimación de más de 2000 muertos civiles a manos del régimen, y emitió la Resolución 1970 del Consejo de Seguridad de las Naciones Unidas y solicitó así una investigación internacional sobre la violenta represión que incluía crímenes contra la humanidad. La Coalición Internacional contra los Criminales de Guerra contabilizaba además 3980 heridos y al menos 1500 desaparecidos. La situación de las ciudades de Zlitan y Al 'Aziziyah, en el oeste y cercanas a Trípoli, era incierta y había combates en Misurata y Zauiya, donde las tropas de Gadafi han sido rechazadas por los opositores.
El 17 de marzo se aprobó la Resolución 1973 del Consejo de Seguridad de las Naciones Unidas estableciendo una zona de exclusión aérea. A las 19:30 del 19 de marzo, Estados Unidos y Reino Unido lanzaron misiles Tomahawks sobre objetivos militares libios cerca de Trípoli, según la operación "Odisea al Amanecer", una operación que comienza cuando aviones de combate franceses lanzaron ataques contra las fuerzas leales al régimen de Muamar el Gadafi. La televisión Libia, en cierto momento, ha dicho que ha derribado un avión francés. Países como el Reino Unido, España y Dinamarca se unieron a la ofensiva aliada al día siguiente. Horas más tarde, sería Catar el primer país árabe en unirse a la lucha contra Gadafi.
El 22 de agosto, tras la batalla de Trípoli, el régimen de Gadafi se desmoronó. El 29 de agosto, Jean Ping, presidente de la Unión Africana denunció la matanzas de negros por parte del miembros del Consejo Nacional de Transición, con la excusa de ser mercenarios. La ciudad de Bani Walid fue tomada el 17 de octubre.
El 20 de octubre de 2011 concluyó este conflicto armado con la toma de Sirte, el último reducto gadafista en pie, y la muerte del coronel libio.
En el momento del anuncio de la liberación de Libia el 23 de octubre el CNT aún no había formado un gobierno provisional, pero aseguró que lo haría dentro de 30 días.
El Consejo Nacional de Transición ha estado plagado de divisiones internas durante su mandato en Libia como autoridad provisional de gobierno. Se pospuso la formación de un gobierno provisional, interino en varias ocasiones durante el período anterior a la muerte de Muamar Gadafi en su ciudad natal de Sirte, el 20 de octubre. El 23 de octubre se anunció que se estaban celebrando consultas para formar un gobierno de transición dentro de un mes, seguido de elecciones para una Asamblea Constituyente en ocho meses y elecciones parlamentarias y presidenciales a celebrarse dentro de un año.

## Guerra de Libia de 2014-2015
La guerra de Libia de 2014-2015 se enmarca dentro de la violencia ocurrida en Libia entre las milicias que derrocaron y ejecutaron a Muamar Gadafi en la guerra de Libia de 2011 y que desde entonces se enfrentan por el control del país. Los combates, los de mayor intensidad registrados desde su muerte, comenzaron cuando el general libio Jalifa Haftar lanzó la llamada "Operación Dignidad" contra los grupos yihadistas de Bengasi y el este del país, entre ellos Ansar al-Sharia, próximo a Al Qaeda.
Paralelamente las milicias islamistas de Misrata, agrupadas en la coalición Amanecer Libio, atacaron a las brigadas de Zintan, de ideología más liberal y ligeramente alineadas con Haftar, para arrebatarles el control de Trípoli, en un conflicto que tomó además matices regionales, económicos y sociales entre las dos ciudades.
En medio de los combates se celebraron unas elecciones para el parlamento libio (junio de 2014), la Cámara de Representantes de Libia, cuyos miembros electos se posicionaron a favor de la Operación Dignidad y las brigadas de Zintan. Sin embargo, los diputados del anterior mandato (elegido en 2012), que eran en su mayoría de ideología islamista, se negaron a ceder sus cargos y se autoproclamaron como el gobierno legítimo, el Congreso General de la Nación, al tiempo que se posicionaron a favor de las milicias islamistas de Misrata y Bengasi.
El conflicto alcanzó dimensiones internacionales cuando los Emiratos Árabes Unidos decidieron bombardear, con el beneplácito de Egipto, las posiciones islamistas de Trípoli, mientras que Catar eligió armar y financiar a dichos grupos.